# Craig Ehlo
Joel Craig Ehlo, bardziej znany jako Craig Ehlo (ur. 11 sierpnia 1961 w Lubbock) – amerykański koszykarz, który grał w lidze NBA, na pozycji rzucającego obrońcy lub niskiego skrzydłowego.
Mierzący 198 cm koszykarz studiował w Odessa Junior College oraz Washington State University. Do NBA został wybrany z numerem 1. (ogółem 48) w trzeciej rundzie draftu 1983 przez Houston Rockets. Z "Rakietami" doszedł do finałów NBA, gdzie przegrali 4-2 z Boston Celtics. W tym klubie grał do roku 1986, kiedy przeniósł się do Cleveland Cavaliers. Spędził tam siedem sezonów, podczas których zdobył 5130 punktów, 1803 asyst i 2267 zbiórek. W roku 1993 zmienił klub na Atlanta Hawks. Po rozegraniu trzech kolejnych sezonów w tym klubie podpisał kontrakt z Seattle SuperSonics, gdzie rzadko dawano mu szansę na występy. Po sezonie 1996/1997 ogłosił zakończenie kariery. W 14 sezonach swoich występów na parkietach NBA, Ehlo zdobył 7492 punktów, 2456 asyst i 3139 zbiórek.
Ehlo jest pamiętany zwłaszcza z sytuacji, gdy nie udało mu się zapobiec rzutowi Michaela Jordana, w decydującym meczu Cavaliers przeciwko Chicago Bulls 7 maja 1989 w play-off. Rzut, który został oddany równo z końcową syreną, i który pozwolił Bullsom przejść do następnej fazy play-off, został nazwany "The Shot".

## Osiągnięcia
NCAA
- Uczestnik II rundy turnieju NCAA (1983)